# Cafestol
Cafestolul este un compus organic de tip alcool diterpenic și este regăsit în boabele de cafea. Se crede că este unul dintre compușii care conferă efectul biologic și farmacologic al cafelei. O boabă de Coffea arabica tipică prezintă 0,4-0,7% cafestol în procente de masă.